# Die Oktonauten
Die Oktonauten (Originaltitel: The Octonauts) ist eine britische Kinderserie, die von acht Abenteurern handelt, die in einer Unterwasserbasis, dem sogenannten Octopod, leben. Ihr Motto ist: Erforschen, retten, beschützen. Es gibt derzeit (Stand: 2018) 116 Folgen zu je etwa elf Minuten Laufzeit sowie einige Spezialfolgen. Im September 2021 wurde der Ableger „Die Oktonauten auf dem Festland“ auf Netflix veröffentlicht mit 13 Folgen à 25 Minuten (12 davon Doppelfolgen und damit 25 Einzelfolgen) in Staffel 1 und genausoviele in Staffel 2 ab Mai 2022.

## Figuren

### Hauptfiguren
| Rang                      | Name               | Name Original | Synchronsprecher | Tierart                             |
| ------------------------- | ------------------ | ------------- | ---------------- | ----------------------------------- |
| Captain                   | Barnius            | Barnacles     | Jaron Löwenberg  | Eisbär                              |
| Leutnant                  | Kwasi              | Kwazii        | Bernhard Völger  | Katze                               |
| Arzt                      | Peso               | Peso          | Dirk Stollberg   | Pinguin                             |
| Meeresbiologe und Gründer | Professor Tintling | Inkling       | Matthias Klages  | Oktopus                             |
| Wissenschaftler           | Sebastian (Dr.)    | Shellington   | Felix Spieß      | Seeotter                            |
| Ingenieurin               | Trixie             | Tweak         | Tanya Kahana     | Kaninchen                           |
| IT-Officer und Fotografin | Dana               | Dashi         | Isabelle Schmidt | Hund                                |
| Schiffskoch und Gärtner   | Tunip (Rüblis)     | Tunip         | Anja Rybiczka    | Zur Hälfte Tier, zur Hälfte Pflanze |

### Nebenfiguren
In den verschiedenen Folgen treffen die Oktonauten auch andere Meeresbewohner. Die Oktonauten selbst und diese Meeresbewohner sprechen dabei in unterschiedlichen Akzenten. Die Krabben haben beispielsweise einen französischen Akzent (so sagen sie zum Beispiel „na güt“ statt „na gut“).

## Fahrzeuge
Das Octopod selbst ist die Unterwasserbasis, in der die Oktonauten wohnen. Es sieht aus wie ein riesengroßer Oktopus. In der Mitte, sozusagen dem „Kopf“, befindet sich die Kommandobrücke mit Bildschirmen und Computern. Die Räume, in denen Oktonauten leben, sind mit Schläuchen an die Kommandobrücke angebunden. Das Octopod steht am Meeresboden, kann sich aber auch bewegen und wie ein Schiff gesteuert werden.
GUPPY A ist ein propellergetriebenes Unterwasserfahrzeug, das hauptsächlich vom Captain benutzt wird, und wie ein Tiefsee-Anglerfisch aussieht.
GUPPY B sieht wie ein Tigerhai aus und ist das schnellste Fahrzeug, es hat unter anderem eine Turbotaste.
GUPPY C sieht wie ein Blauwal aus und kann andere Fahrzeuge abschleppen.
GUPPY D sieht wie ein Riesenmanta aus.
GUPPY E ist das Ambulanzfahrzeug. Es ist grün und sieht wie ein Guppy aus.
GUPPY F ist ein pedalgetriebenes metallenes Fahrzeug. Es taucht das erste Mal auf, um die GUPPY A einzufangen, als diese infolge einer defekten Fernsteuerung entkommen sind.
GUPPY K ist ein propellergetriebenes Sumpfboot und Amphibienfahrzeug in Form eines Alligator. Beide Antriebspropeller sind auch als kleine Bote eigenständig nutzbar.
GUPPY S ist ein Unterseeboot, das aufgrund einer an der Front angebrachten Bohrerspitze wie ein Narwal aussieht. Die 'Guppy S' kann sich in zwei unabhängige Fahrzeuge aufteilen, wobei der vordere Teil als amphibisches Schneemobil genutzt werden kann. Der verbleibende, hintere Teil kann mit Hilfe eines Kettenlaufwerks am Meeresboden fahren. Vorgestellt wird die 'Guppy S' in der Spezialfolge „Die Oktonauten und das Über und Unter Abenteuer“.
GUPPY X ist ein starkes und stabiles Fahrzeug, das Captain Barnius von Trixie zu Weihnachten geschenkt bekommen hat. Optisch ähnelt es einem Pfeilschwanzkrebs und kann mittels Raupenketten auf dem Meeresgrund fahren.

## Serie
Jede Folge beinhaltet das Erforschen und infolgedessen Retten vor oder Beschützen der Meereskreaturen oder Erscheinungen. Wenn die Oktonauten selbst oder die zu erforschenden Meereskreaturen in Gefahr sind, lässt Captain Barnius immer den „Oktoalarm“ auslösen. Hierzu ruft er beispielsweise: „Kwasi – lös den Oktoalarm aus!“ – woraufhin Kwasi auf einen Knopf mit dem Logo der Oktonauten drückt und Captain Barnius die Oktonauten mit den Worten „Oktonauten - in den Schleusenraum!“ oder „Oktonauten - in den Kontrollraum!“ zusammenruft. Alle Oktonauten haben über den ganzen Kopf reichende Glashelme, die sie per Knopfdruck aufsetzen können, sodass sie ins Wasser gehen können. Über diese Helme haben sie außerdem über Funk Kontakt untereinander und zum Octopod. Am Ende mancher Folgen singen die Oktonauten noch das „Oktolied“ (wird von Captain Barnius mit „Kwasi - Lös das Oktolied aus!“ initiiert), in dem es erneut um die jeweils erforschte Meereskreatur geht, unter anderem werden hier manchmal Realszenen in die Monitore auf der Kommandobrücke eingeblendet.

## Episoden
| # (Staffel) | # (gesamt) | Deutscher Titel                                 | Originaltitel                                | Erstausstrahlung | Deutschsprachige Erstausstrahlung |
| ----------- | ---------- | ----------------------------------------------- | -------------------------------------------- | ---------------- | --------------------------------- |
| 1           | 1          | Die Oktonauten und der Walhai                   | The Octonauts And The Whale Shark            | 4. Okt. 2010     | 9. Aug. 2011                      |
| 2           | 2          | Die Oktonauten und der Unterwassersturm         | The Octonauts And The Undersea Storm         | 5. Okt. 2010     | 14. Aug. 2011                     |
| 3           | 3          | Die Oktonauten und der Krebs und der Seeigel    | The Octonauts And The Crab & Urchin          | 6. Okt. 2010     | 17. Aug. 2011                     |
| 4           | 4          | Die Oktonauten und der Walross-Chef             | The Octonauts And The Walrus Chief           | 7. Okt. 2010     | 19. Aug. 2011                     |
| 5           | 5          | Die Oktonauten und die Fliegenden Fische        | The Octonauts And The Flying Fish            | 8. Okt. 2010     | 28. Aug. 2011                     |
| 6           | 6          | Die Oktonauten und der Riesentintenfisch        | The Octonauts And The Giant Squid            | 11. Okt. 2010    | 13. Aug. 2011                     |
| 7           | 7          | Die Oktonauten und die Orkas                    | The Octonauts And The Orcas                  | 12. Okt. 2010    | 16. Aug. 2011                     |
| 8           | 8          | Die Oktonauten und die große Algenplage         | The Octonauts And The Great Algae Escape     | 13. Okt. 2010    | 23. Aug. 2011                     |
| 9           | 9          | Die Oktonauten und die Remipeden                | The Octonauts And The Remipedes              | 14. Okt. 2010    | 18. Aug. 2011                     |
| 10          | 10         | Die Oktonauten und die flinken Fächerfische     | The Octonauts And The Speedy Sailfish        | 15. Okt. 2010    | 30. Aug. 2011                     |
| 11          | 11         | Die Oktonauten und die Blobfisch-Brüder         | The Octonauts And The Blobfish Brothers      | 18. Okt. 2010    | 26. Aug. 2011                     |
| 12          | 12         | Die Oktonauten und die Schatzkarte              | The Octonauts And The Monster Map            | 19. Okt. 2010    | 11. Aug. 2011                     |
| 13          | 13         | Die Oktonauten und der verirrte Seestern        | The Octonauts And The Lost Sea Star          | 20. Okt. 2010    | 1. Sep. 2011                      |
| 14          | 14         | Die Oktonauten und der weisse Buckelwal         | The Octonauts And The Albino Humpback Whale  | 21. Okt. 2010    | 12. Aug. 2011                     |
| 15          | 15         | Die Oktonauten und der riesige Kelpwald         | The Octonauts And The Giant Kelp Forest      | 22. Okt. 2010    | 21. Aug. 2011                     |
| 16          | 16         | Die Oktonauten und die Seeanemonen              | The Octonauts And The Enemy Anemones         | 25. Okt. 2010    | 31. Aug. 2011                     |
| 17          | 17         | Die Oktonauten und der Narwal                   | The Octonauts And The Narwhal                | 26. Okt. 2010    | 24. Aug. 2011                     |
| 18          | 18         | Die Oktonauten und die Dunkelzone               | The Octonauts And The Midnight Zone          | 27. Okt. 2010    | 29. Aug. 2011                     |
| 19          | 19         | Die Oktonauten und der Pistolenkrebs            | The Octonauts And The Snapping Shrimp        | 28. Okt. 2010    | 25. Aug. 2011                     |
| 20          | 20         | Die Oktonauten und die Seegurke                 | The Octonauts And The Snot Sea Cucumber      | 29. Okt. 2010    | 15. Aug. 2011                     |
| 21          | 21         | Die Oktonauten und die Lederschildkröte         | The Octonauts And The Giant Whirlpool        | 1. Nov. 2010     | 27. Aug. 2011                     |
| 22          | 22         | Die Oktonauten und die Einsiedlerkrebse         | The Octonauts And The Hermit Crabs           | 2. Nov. 2010     | 22. Aug. 2011                     |
| 23          | 23         | Die Oktonauten und die verwirrten Wale          | The Octonauts And The Mixed Up Whales        | 3. Nov. 2010     | 20. Aug. 2011                     |
| 24          | 24         | Die Oktonauten und die Rettung aus dem Kelpwald | The Octonauts And The Kelp Forest Rescue     | 4. Nov. 2010     | 10. Aug. 2011                     |
| 25          | 25         | Die Oktonauten und die Dekorateur Krabbe        | The Octonauts And The Decorator Crab         | 5. Nov. 2010     | 8. Aug. 2011                      |
| 26          | 26         | Die Oktonauten und die Beluga Wale              | The Octonauts And The Beluga Whales          | 6. Dez. 2010     | 2. Sep. 2011                      |
| 27          | 27         | Die Oktonauten und der hungrige Pilotfisch      | The Octonauts And The Hungry Pilot Fish      | 7. Dez. 2010     | 3. Sep. 2011                      |
| 28          | 28         | Die Oktonauten und der Vampirtintenfisch        | The Octonauts And The Vampire Squid          | 8. Dez. 2010     | 4. Sep. 2011                      |
| 29          | 29         | Die Oktonauten und die Seepferdchen             | The Octonauts And The Seahorse Tale          | 9. Dez. 2010     | 5. Sep. 2011                      |
| 30          | 30         | Die Oktonauten und die Kammqualle               | The Octonauts And The Giant Comb Jelly       | 10. Dez. 2010    | 6. Sep. 2011                      |
| 31          | 31         | Die Oktonauten und die Zigarrenhaie             | The Octonauts And The Cookiecutter Sharks    | 13. Dez. 2010    | 7. Sep. 2011                      |
| 32          | 32         | Die Oktonauten und der Riemenfisch              | The Octonauts And The Oarfish                | 14. Dez. 2010    | 8. Sep. 2011                      |
| 33          | 33         | Die Oktonauten und der Kammzahnschleimfisch     | The Octonauts And The Combtooth Blenny       | 15. Dez. 2010    | 9. Sep. 2011                      |
| 34          | 34         | Die Oktonauten und die Quallenblüte             | The Octonauts And The Jellyfish Bloom        | 16. Dez. 2010    | 10. Sep. 2011                     |
| 35          | 35         | Die Oktonauten und das Delphinbaby              | The Octonauts And The Baby Dolphin           | 29. Dez. 2010    | 11. Sep. 2011                     |
| 36          | 36         | Die Oktonauten und der Gespensterfisch          | The Octonauts And The Scary Spookfish        | 24. Jan. 2011    | 12. Sep. 2011                     |
| 37          | 37         | Die Oktonauten und die Orcas in der Arktis      | The Octonauts And The Arctic Orcas           | 25. Jan. 2011    | 13. Sep. 2011                     |
| 38          | 38         | Die Oktonauten und die Schleimaale              | The Octonauts And The Slime Eels             | 26. Jan. 2011    | 14. Sep. 2011                     |
| 39          | 39         | Die Oktonauten und der See-Elefant              | The Octonauts And The Enormous Elephant Seal | 27. Jan. 2011    | 15. Sep. 2011                     |
| 40          | 40         | Die Oktonauten und der Sardinenschwarm          | The Octonauts And The Sardine School         | 29. Jan. 2011    | 16. Sep. 2011                     |
| 41          | 41         | Die Oktonauten und das Korallenriff             | The Octonauts And The Dolphin Reef Rescue    | 31. Jan. 2011    | 17. Sep. 2011                     |
| 42          | 42         | Die Oktonauten und die Aalwanderung             | The Octonauts And The Eel Ordeal             | 1. Feb. 2011     | 18. Sep. 2011                     |
| 43          | 43         | Die Oktonauten und die Meeresechsen             | The Octonauts And The Marine Iguanas         | 2. Feb. 2011     | 19. Sep. 2011                     |
| 44          | 44         | Die Oktonauten und der Zwerg-Laternenhai        | The Octonauts And The Dwarf Lanternshark     | 3. Feb. 2011     | 20. Sep. 2011                     |
| 45          | 45         | Die Oktonauten und der Papageifisch             | The Octonauts And The Pirate Parrotfish      | 4. Feb. 2011     | 21. Sep. 2011                     |
| 46          | 46         | Die Oktonauten und die Zitterrochen             | The Octonauts And The Electric Torpedo Rays  | 7. Feb. 2011     | 21. Sep. 2011                     |
| 47          | 47         | Die Oktonauten und die Sepia                    | The Octonauts And The Crafty Cattlefish      | 8. Feb. 2011     | 28. Sep. 2011                     |
| 48          | 48         | Die Oktonauten und der Zitronenhai              | The Octonauts And The Lost Lemon Shark       | 9. Feb. 2011     | 24. Sep. 2011                     |
| 49          | 49         | Die Oktonauten und die Humuhumunukunukuapua’as  | Octonauts And The Humuhumunukunukuapua’a     | 10. Feb. 2011    | 25. Sep. 2011                     |
| 50          | 50         | Die Oktonauten und die Riesenkrabbe             | The Octonauts And The Giant Spider Crab      | 11. Feb. 2011    | 26. Sep. 2011                     |

| # (Staffel) | # (gesamt) | Deutscher Titel                                  | Originaltitel                             | Erstausstrahlung | Deutschsprachige Erstausstrahlung |
| ----------- | ---------- | ------------------------------------------------ | ----------------------------------------- | ---------------- | --------------------------------- |
| 1           | 51         | Die Oktonauten und der Koloss-Kalmar             | The Octonauts And The Colossal Squid      | 19. Nov. 2012    | 13. Juni 2013                     |
| 2           | 52         | Die Oktonauten und die Adeliepinguine            | Octonauts And The Adelie Penguin          | 20. Nov. 2012    | 10. Juni 2013                     |
| 3           | 53         | Die Oktonauten und die Palmendiebe               | The Octonauts And The Coconut Crabs       | 21. Nov. 2012    | 12. Juni 2013                     |
| 4           | 54         | Die Oktonauten und der weiße Hai                 | The Octonauts And The Great White Shark   | 22. Nov. 2012    | 11. Juni 2013                     |
| 5           | 55         | Die Oktonauten und der Nattern-Plattschwanz      | The Octonauts And The Sea Snakes          | 23. Nov. 2012    | 10. Juni 2013                     |
| 6           | 56         | Die Oktonauten und die Grönlandwale              | The Octonauts And The Bowhead Whales      | 26. Nov. 2012    | 14. Juni 2013                     |
| 7           | 57         | Die Oktonauten und der Kieferfisch               | The Octonauts And The Jawfish             | 27. Nov. 2012    | 18. Juni 2013                     |
| 8           | 58         | Die Oktonauten und der Braunflecken-Igelfisch    | Octonauts And The Porcupine Pufferfish    | 28. Nov. 2012    | 19. Juni 2013                     |
| 9           | 59         | Die Oktonauten und die Riffbarsche               | The Octonauts And The Damselfish          | 29. Nov. 2012    | 17. Juni 2013                     |
| 10          | 60         | Die Oktonauten und der ängstliche Pottwal        | The Octonauts And The Sperm Whale         | 30. Nov. 2012    | 20. Juni 2013                     |
| 11          | 61         | Die Oktonauten und der Langarm-Kalmar            | The Octonauts And The Long-armed Squid    | 11. März 2013    | 26. Aug. 2013                     |
| 12          | 62         | Die Oktonauten und die Winkerkrabben             | The Octonauts And The Fiddler Crabs       | 12. März 2013    | 26. Aug. 2013                     |
| 13          | 63         | Die Oktonauten und die Mantarochen               | The Octonauts And The Manta Rays          | 13. März 2013    | 27. Aug. 2013                     |
| 14          | 64         | Die Oktonauten und die fliegenden Schwerter      | Octonauts And The Swashbuckling Swordfish | 14. März 2013    | 28. Aug. 2013                     |
| 15          | 65         | Die Oktonauten und der Drückerfisch              | Octonauts And The Triggerfish             | 15. März 2013    | 29. Aug. 2013                     |
| 16          | 66         | Die Oktonauten und der Mimik-Oktopus             | Octonauts And The Mimic Octopus           | 13. Mai 2013     | 30. Aug. 2013                     |
| 17          | 67         | Die Oktonauten und die Feuerfische               | Octonauts And The Lionfish                | 14. Mai 2013     | 2. Sep. 2013                      |
| 18          | 68         | Die Oktonauten und die Großen Fetzenfische       | Octonauts And The Leafy Sea Dragons       | 15. Mai 2013     | 3. Sep. 2013                      |
| 19          | 69         | Die Oktonauten und die Manatis                   | Octonauts And The Manatees                | 16. Mai 2013     | 4. Sep. 2013                      |
| 20          | 70         | Die Oktonauten und das Salzwasser Krokodil       | Octonauts And The Saltwater Crocodile     | 17. Mai 2013     | 5. Sep. 2013                      |
| 21          | 71         | Die Oktonauten und der Büffelkopf-Papageienfisch | Octonauts And The Humphead Parrotfish     | 2. Sep. 2013     | 30. Sep. 2013                     |
| 22          | 72         | Die Oktonauten und die Pelikanaale               | Octonauts And The Gulper Eels             | 3. Sep. 2013     | 1. Okt. 2013                      |

| # (Staffel) | # (gesamt) | Deutscher Titel                                  | Originaltitel                               | Erstausstrahlung | Deutschsprachige Erstausstrahlung |
| ----------- | ---------- | ------------------------------------------------ | ------------------------------------------- | ---------------- | --------------------------------- |
| 1           | 73         | Die Oktonauten und die Staatsqualle              | Octonauts And The Siphonophore              | 4. Sep. 2013     | 4. Aug. 2014                      |
| 2           | 74         | Die Oktonauten und die Bärtierchen               | Octonauts And The Water Bears               | 5. Sep. 2013     | 5. Aug. 2014                      |
| 3           | 75         | Die Oktonauten und die Kegelschnecke             | Octonauts And The Cone Snails               | 6. Sep. 2013     | 14. Apr. 2014                     |
| 4           | 76         | Die Oktonauten und das künstliche Riff           | Octonauts And The Artificial Reef           | 9. Sep. 2013     | 14. Apr. 2014                     |
| 5           | 77         | Die Oktonauten und die Buckelwale                | Octonauts And The Humpback Whales           | 10. Sep. 2013    | 6. Aug. 2014                      |
| 6           | 78         | Die Oktonauten und die Pelikane                  | Octonauts And The Pelicans                  | 11. Sep. 2013    | 7. Aug. 2014                      |
| 7           | 79         | Die Oktonauten und die Seeschweine               | Octonauts And The Sea Pigs                  | 12. Sep. 2013    | 8. Aug. 2014                      |
| 8           | 80         | Die Oktonauten und die Yeti-Krabbe               | Octonauts And The Yeti Crab                 | 13. Sep. 2013    | 11. Aug. 2014                     |
| 9           | 81         | Die Oktonauten und die Barrakudas                | The Octonauts And The Barracudas            | 10. März 2014    | 15. Apr. 2014                     |
| 10          | 82         | Die Oktonauten und die Schnabeltiere             | The Octonauts And The Duck-Billed Platypus  | 11. März 2014    | 16. Apr. 2014                     |
| 11          | 83         | Die Oktonauten und die Meerwasserläufer          | The Octonauts And The Sea Skaters           | 12. März 2014    | 17. Apr. 2014                     |
| 12          | 84         | Die Oktonauten und die Schlammspringer           | The Octonauts And The Mudskippers           | 13. März 2014    | 18. Apr. 2014                     |
| 13          | 85         | Die Oktonauten und der Seehund                   | The Octonauts And The Harbour Seal          | 14. März 2014    | 21. Apr. 2014                     |
| 14          | 86         | Die Oktonauten und die gelbe Haarqualle          | The Octonauts And The Lion’s Mane Jellyfish | 17. März 2014    | 13. Aug. 2014                     |
| 15          | 87         | Die Oktonauten und die roten Klippenkrabben      | The Octonauts And The Red Rock Crabs        | 18. März 2014    | 12. Aug. 2014                     |
| 16          | 88         | Die Oktonauten und der Meeresschwamm             | The Octonauts And The Sea Sponge            | 19. März 2014    | 14. Aug. 2014                     |
| 17          | 89         | Die Oktonauten und die unsterbliche Qualle       | The Octonauts And The Immortal Jellyfish    | 20. März 2014    | 7. Feb. 2015                      |
| 18          | 90         | Die Oktonauten und die Invasion der Seeigel      | The Octonauts And The Urchin Invasion       | 21. März 2014    | 15. Aug. 2014                     |
| 19          | 91         | Die Oktonauten und die Hammerhaie                | The Octonauts And The Hammerhead Sharks     | 29. Jun. 2014    | 7. Feb. 2015                      |
| 20          | 92         | Die Oktonauten und die unechte Karettschildkröte | The Octonauts And The Loggerhead Sea Turtle | 8. Okt. 2013     | 22. Apr. 2014                     |

| #  | Deutscher Titel                                  | Originaltitel                                | Erstausstrahlung | Deutschsprachige Erstausstrahlung |
| -- | ------------------------------------------------ | -------------------------------------------- | ---------------- | --------------------------------- |
| 1  | Die Oktonauten und das Pinguin-Rennen            | Octonauts And The Great Penguin Race         | 13. Dez. 2010    | 7. Jan. 2012                      |
| 2  | Die Oktonauten und die große Weihnachtsrettung   | Octonauts And The Great Christmas Rescue     | 24. Dez. 2011    | 23. Dez. 2011                     |
| 3  | Die Oktonauten und das große Amazonas-Abenteuer  | Octonauts And The Amazon Adventure           | 1. Jan. 2013     | 27. Juli 2013                     |
| 4  | Die Oktonauten und das Marianengraben-Abenteuer  | The Mariana Trench Adventure                 | 27. Juli 2013    | 3. Okt. 2014                      |
| 5  | Die Oktonauten und das Rübli-Weihnachtsfest      | Octonauts And A Very Vegimals Christmas      | 10. Dez. 2013    | 30. Nov. 2013                     |
| 6  | Die Oktonauten und das Über und Unter Abenteuer  | The Octonauts And The Over, Under Adventure  | 14. März 2014    | ?                                 |
| 7  | Die Oktonauten und das große arktische Abenteuer | The Octonauts And The Great Arctic Adventure | 18. Apr. 2014    | 22. Apr. 2014                     |
| 8  | Die Oktonauten und die Operation Eisbrücke       | Octonauts and the Operation Deep Freeze      | 15. Dez. 2015    | 20. Nov. 2017                     |
| 9  | Die Oktonauten und das große Sumpfabenteuer      | The Octonauts and the Great Swamp Search     | 4. Okt. 2016     | 26. März 2017                     |
| 10 | Die Oktonauten und die Sac-Actun-Höhle           | Octonauts and the Caves of Sac Actun         | 14. Aug. 2020    | 14. Aug. 2020                     |
| 11 | Die Oktonauten und das Great Barrier Reef        | Octonauts and the Great Barrier Reef         | 13. Okt. 2020    | 13. Okt. 2020                     |
| 12 | Die Oktonauten und der Feuerring                 | Octonauts and the Ring of Fire               | 30. März 2021    | 30. März 2021                     |

## Auszeichnungen
- Deutschland: Goldene Schallplatte im Kids-Award
  - 2× Gold für die Folgen 2 und 12[1]